# Gare de Bellegarde
La gare de Bellegarde est une gare ferroviaire française des lignes de Lyon-Perrache à Genève (frontière) et de Bourg-en-Bresse à Bellegarde, située sur le territoire de la commune nouvelle de Valserhône et plus précisément sur la commune déléguée de Bellegarde-sur-Valserine, dans le département de l'Ain.
C'est une gare de la Société nationale des chemins de fer français (SNCF), desservie par des TGV et des trains TER Auvergne-Rhône-Alpes et Léman Express. Elle accueille environ 750 000 voyageurs par an dont 500 000 sur le réseau TER emprunté notamment par les frontaliers travaillant dans les environs de Genève en Suisse.
Le premier bâtiment voyageurs a été ouvert en 1858 pour permettre un point d'arrêt sur la ligne qui relie Seyssel à Genève. Mais un incendie a réduit l'édifice en bois à néant et a nécessité la construction d'un nouveau bâtiment en 1907. Au cours des années, d'autres lignes se sont greffées à la gare et lui ont permis de se développer en accueillant notamment le TGV en 1981 sur sa liaison entre Paris et Genève. De simple gare ferroviaire, le site a subi une grande restructuration en 2010 pour devenir un pôle multimodal, c'est-à-dire combinant plusieurs modes de transports. Cette refonte est décidée par la déclaration d'utilité publique et urgents des travaux nécessaires à la modernisation et à l'électrification de la ligne du Haut-Bugey qui permet de réduire d'une vingtaine de minutes le temps de parcours entre Paris et Genève.

## Situation ferroviaire
Établie à 378 mètres d'altitude, la gare de bifurcation de Bellegarde est située au point kilométrique (PK) 134,252 de la ligne de Lyon-Perrache à Genève (frontière) entre les gares ouvertes de Seyssel - Corbonod et Pougny - Chancy (s'intercalait la gare fermée de Longeray-Léaz) et au PK 64,523 de la ligne de Bourg-en-Bresse à Bellegarde après la gare ouverte de Brion - Montréal-la-Cluse.

## Histoire

### Gare PLM

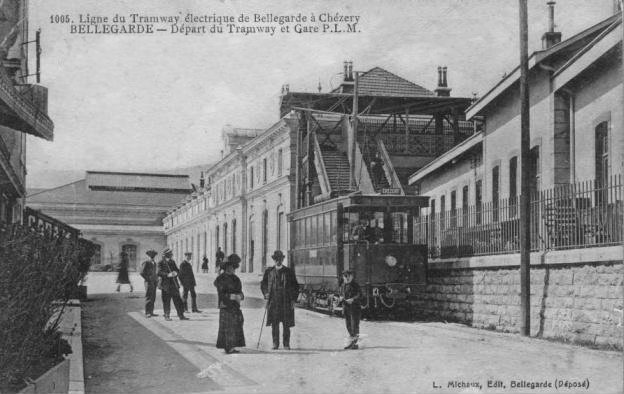
Façade de la gare au XXe siècle.
On remarque une motrice du Tramway de Bellegarde à Chézery, dont la gare fut l'un des terminus pendant l'exploitation de la ligne, qui dura de 1912 à 1937.

L'histoire du transport ferroviaire à Bellegarde-sur-Valserine débute au milieu du XIXe siècle. Dès 1830, des études sont faites pour effectuer une liaison entre les communes de Lyon et Genève. La construction de la ligne Lyon - Genève qui est incluse dans un projet visant à réduire le temps de voyage entre Paris et la frontière de douze heures au lieu de six jours, devient effective dès la parution d'une loi le 10 juin 1853 par Napoléon III relatant « les engagements au trésor, pour l'exécution du chemin de fer de Lyon à la frontière de Genève ». La section Seyssel-Genève est ouverte le 18 mars 1858 avec un point d'arrêt dans ce qui deviendra, le 6 décembre suivant, la toute nouvelle commune de Bellegarde, dont le bâtiment voyageurs est de style chalet. Cette gare, conçue pour éviter un tracé par le canton suisse enclavé dans le territoire français, étant la dernière bifurcation avant la frontière, elle a donc été utilisée pour les contrôles de douane des marchandises et des voyageurs.
Une nouvelle desserte est inaugurée lors de l'ouverture, le 30 août 1880, de la ligne Longeray - Évian-les-Bains via Thonon-les-Bains et Annemasse. Celle-ci est gérée par la Compagnie des chemins de fer de Paris à Lyon et à la Méditerranée. Deux ans plus tard, le 1er avril 1882, c'est la section La Cluse à Bellegarde de la ligne de Bourg-en-Bresse à Bellegarde qui est ouverte. Ce tronçon, géré par la Compagnie des Dombes et du Sud-Est, est le dernier maillon du projet de liaison Bourg-en-Bresse - Bellegarde initié en 1872. En 1883, la Compagnie PLM rachète la Compagnie des Dombes ce qui implique que la gare de Bellegarde est desservie exclusivement par les rames du Paris-Lyon-Méditerranée.
Un incendie se déclare, le 1er août 1904, dans le bâtiment voyageur originel. Il est totalement détruit et nécessite une nouvelle construction. Un nouveau bâtiment, construit à la même place que l'ancien et ouvert en 1907, brûlera lui aussi, dans la nuit du 9 avril 2003.

### Gare SNCF

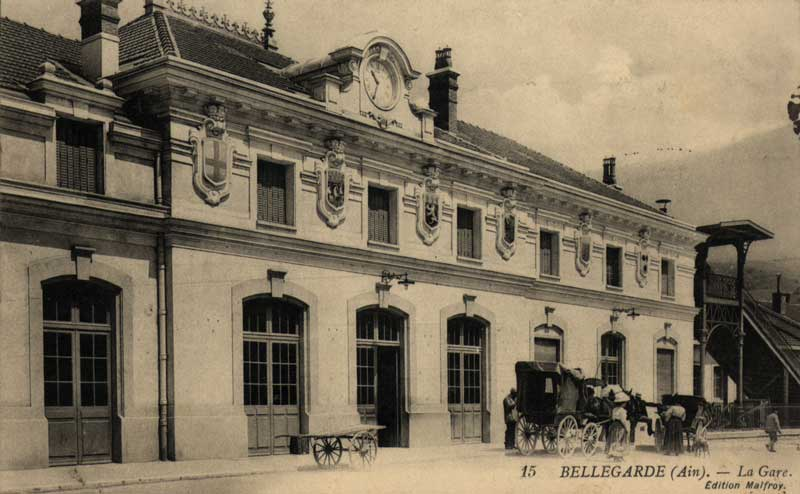
La façade de la gare de Bellegarde sur une carte postale du début du XXe siècle.

Dès sa création en 1938, la Société nationale des chemins de fer français récupère l'exploitation de la ligne de Culoz à Bellegarde à la compagnie des chemins de fer de Paris à Lyon et à la Méditerranée, et au fil des années, entreprend la création de nombreuses nouvelles liaisons pour desservir la suisse romande. La gare de Bellegarde se retrouve ouverte à toute la France.
Au cours des années et des évolutions technologiques, plusieurs types d'autorails ont effectué des passages en gare de Bellegarde. Une RGP2 de la série X 2700 est passée lors de sa première liaison entre les gares de Lyon-Perrache et Genève, le 30 juin 1954. L'année suivante, le 16 décembre 1955, la section Culoz - Bellegarde est électrifiée en 1 500 V continu. À partir du 10 juin 1959, la relation “Alpazur” Genève - Bellegarde - Grenoble - Veynes - Dévoluy - Digne avec retour par la ligne des Alpes est assurée par les autorails panoramiques de la série X 4200. Puis la ligne reliant Genève à Marseille via Bellegarde, Grenoble et Avignon se voit affectée un train rapide de première classe avec supplément GM/MG “Le Rhodanien” à partir du 31 mai 1964. En 1969, à partir du 1er juin, lors de la création de la ligne Trans-Europ-Express reliant Genève à Barcelone via Bellegarde, Chambéry et Grenoble des trains de type Catalan-Talgo circulent dans la gare. En 1972, les trains de voyageurs effectuent jusqu'à douze aller-retours par jour entre Grenoble et Genève. Le 1er octobre 1972, des autorails de la série X 4500 sont mis en service pour la liaison Valence-Genève via Grenoble, Chambéry et Bellegarde puis le 28 septembre 1975, des turbotrains de première génération, dit ETG sont mis en place sur cette même ligne. Le succès est tel qu'il faut rapidement faire circuler deux rames accouplées pour faire face à la demande.

### L'arrivée du TGV et les projets

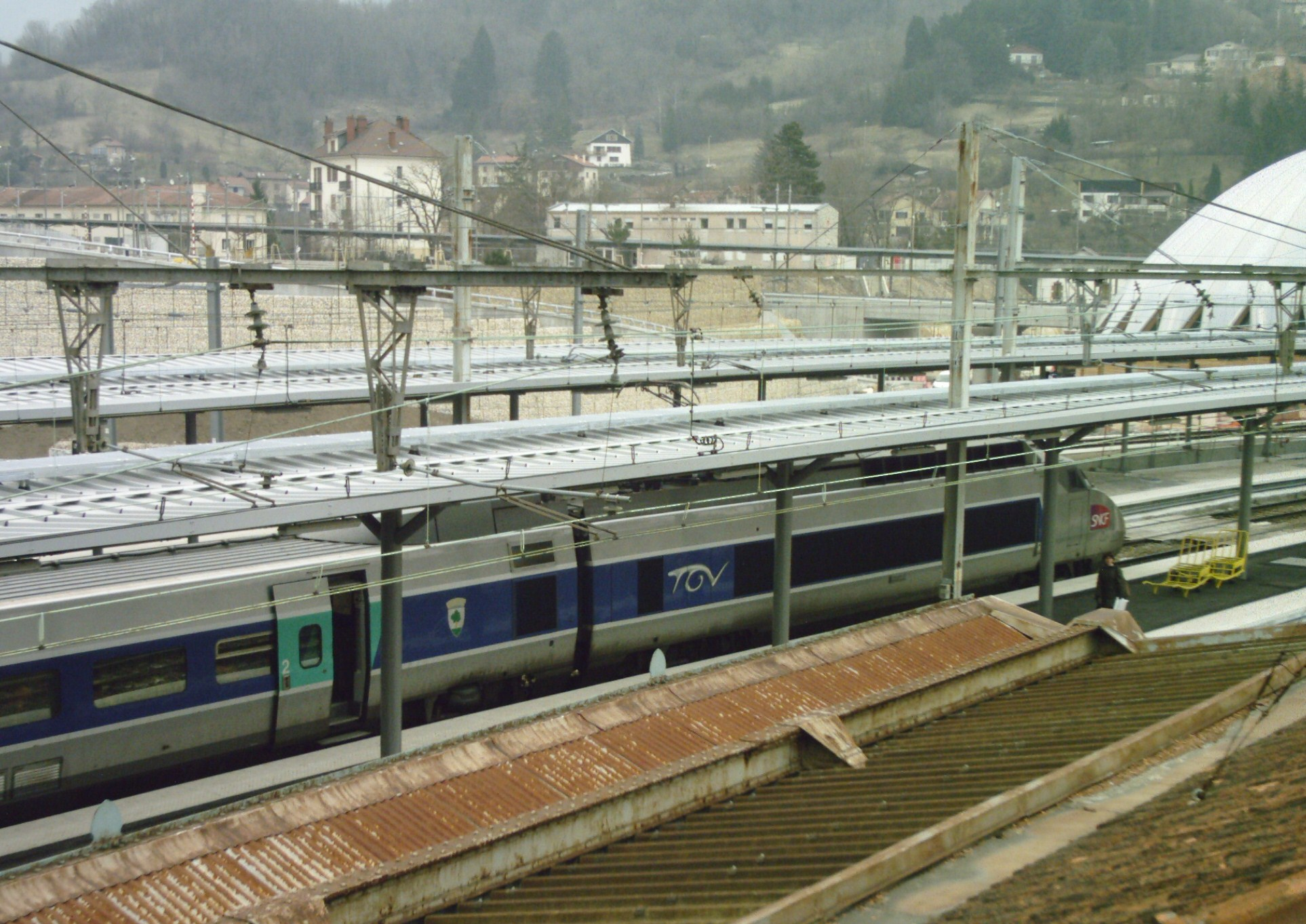
Entrée en gare d'un TGV en direction de Genève.

L'arrivée du TGV à Bellegarde-sur-Valserine le 22 septembre 1981 couplée avec l'achèvement des autoroutes reliant Lyon à Genève et au tunnel du Mont-Blanc, permettent à la ville de se développer en effectuant une restructuration industrielle qui favorise le maintien du taux de chômage, de la commune, sous la moyenne nationale. Deux aller-retours Paris - Genève sont mis en place, faisant de Bellegarde la première ville de moins de 20 000 habitants à être reliée quotidiennement par TGV à Paris, avec néanmoins comme conséquence la suppression des trains classiques de jour et de nuit sur cette relation. Mais cette période faste avec l'avènement du TGV coïncide avec le déclin du Trans-Europ-Express Genève - Barcelone puisqu'à partir du 23 mai 1982 les trains Catalan Talgo passent EuroCity mais conserve la liaison via Lyon. Le même jour est mis en service le train IC 5642/3, qui reprend le nom « Le Rhodanien ». Il effectue la liaison Genève - Marseille via Bellegarde, Chambéry, Grenoble, Valence et Avignon. À l'été 1983, un TGV Paris - Genève/Annecy est créé il est raccordé ou coupé à Culoz. Mais à partir des années 1980 et comme beaucoup d'autres gares en France, Bellegarde s'est vue supprimer un certain nombre de relations qui la desservaient. À la fin de l'été 1984, le train la Rochelle - Saint-Gervais est supprimé. En 1985 les automotrices Z 7500, Z 9500 et 9600 sont mises en service sur des relations Lyon - Genève/Évian/Saint-Gervais, puis en 1987, les BB 25200 rendues disponibles par l'arrivée des BB 22200 sont utilisées avec des rames corail réversibles sur Lyon - Genève. Dans les années 1990, la suppression des lignes se poursuit et mis à part les relations TER, seule la ligne de nuit Hendaye/Irun - Genève subsiste. En 2001, le train Lunéa “Rhône-Océan” Lyon - Quimper est prolongé jusqu'à Genève et permet la création d'un arrêt à Bellegarde.
En 1991, un projet de rapprochement de Paris et Genève est étudié : construire une ligne à grande vitesse le long de l'autoroute A40. Cette opération, nommé LGV des Titans, est estimé à 12 milliards de francs se révèle beaucoup trop coûteuse et a donc été abandonné en 1997 pour se tourner vers d'autres projets dont la réalisation est plus abordable. Le projet choisi a été de diminuer le trajet Bourg-en-Bresse - Bellegarde-sur-Valserine de 47 kilomètres en modernisant la ligne de Bourg-en-Bresse à Bellegarde.

### De la gare au pôle multimodal
L'incendie de 2003 accentue le projet de la ligne de Bourg-en-Bresse à Bellegarde et la création d'un pôle multimodal à Bellegarde. De ce fait, la première pierre des travaux est posée par le ministre des transports Dominique Perben le 18 septembre 2006. Le 9 décembre 2007, la région Rhône-Alpes met en place l'horaire cadencé sur l'étoile de Lyon pour tous les trains TER de la région, cela s'applique donc aux TER de la relation Lyon-Part-Dieu - Genève-Cornavin/Évian-les-Bains/Saint-Gervais-les-Bains-Le Fayet.
L'inauguration et l'ouverture commerciale de la nouvelle ligne du Haut-Bugey a eu lieu en décembre 2010. Le pôle multimodal quant à lui est inauguré le 21 mai 2010 et ouvert au public le 22 mai 2010.

## La gare

### Bâtiments voyageurs

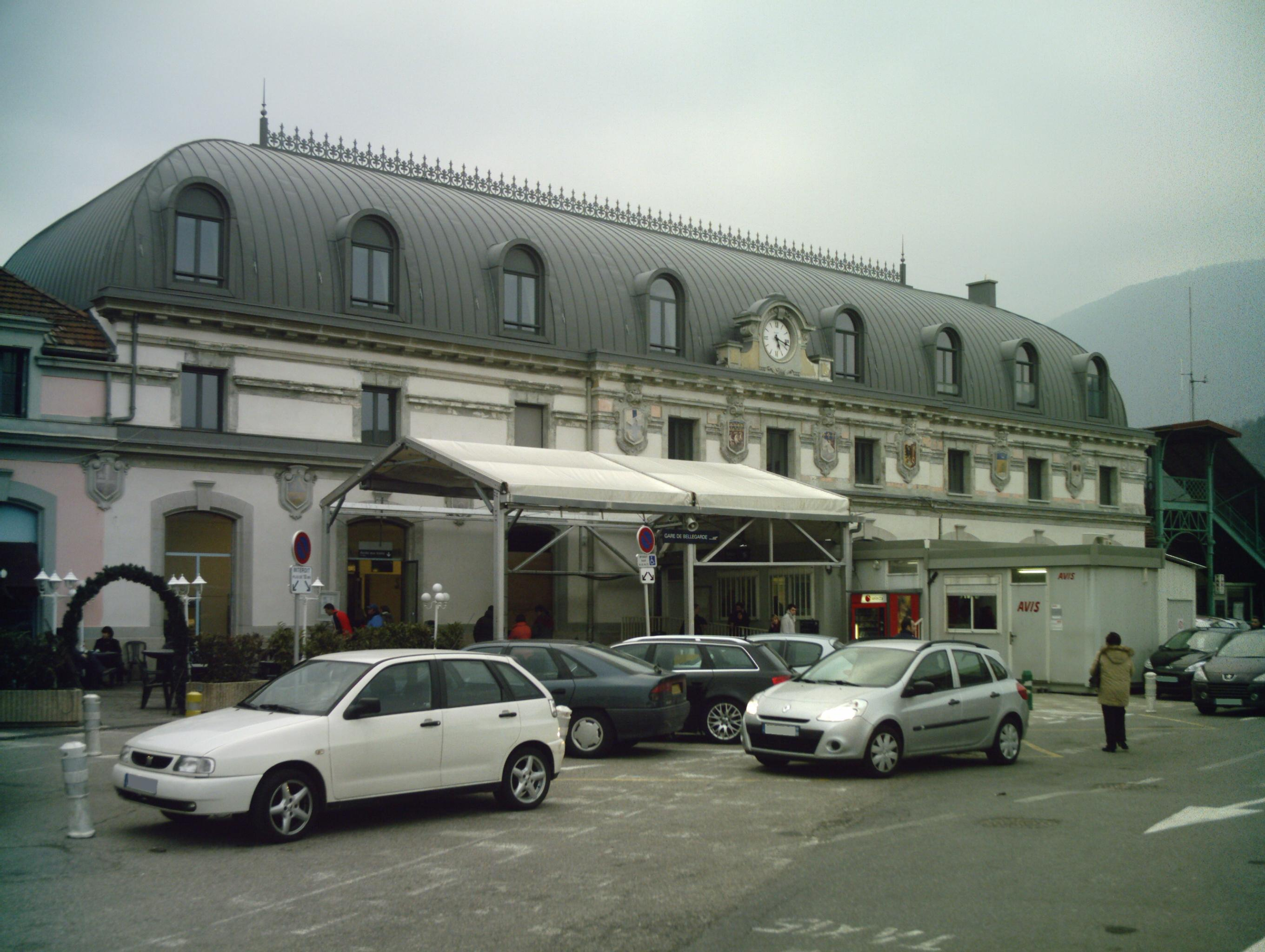
Le bâtiment voyageurs et son installation provisoire en mars 2010.

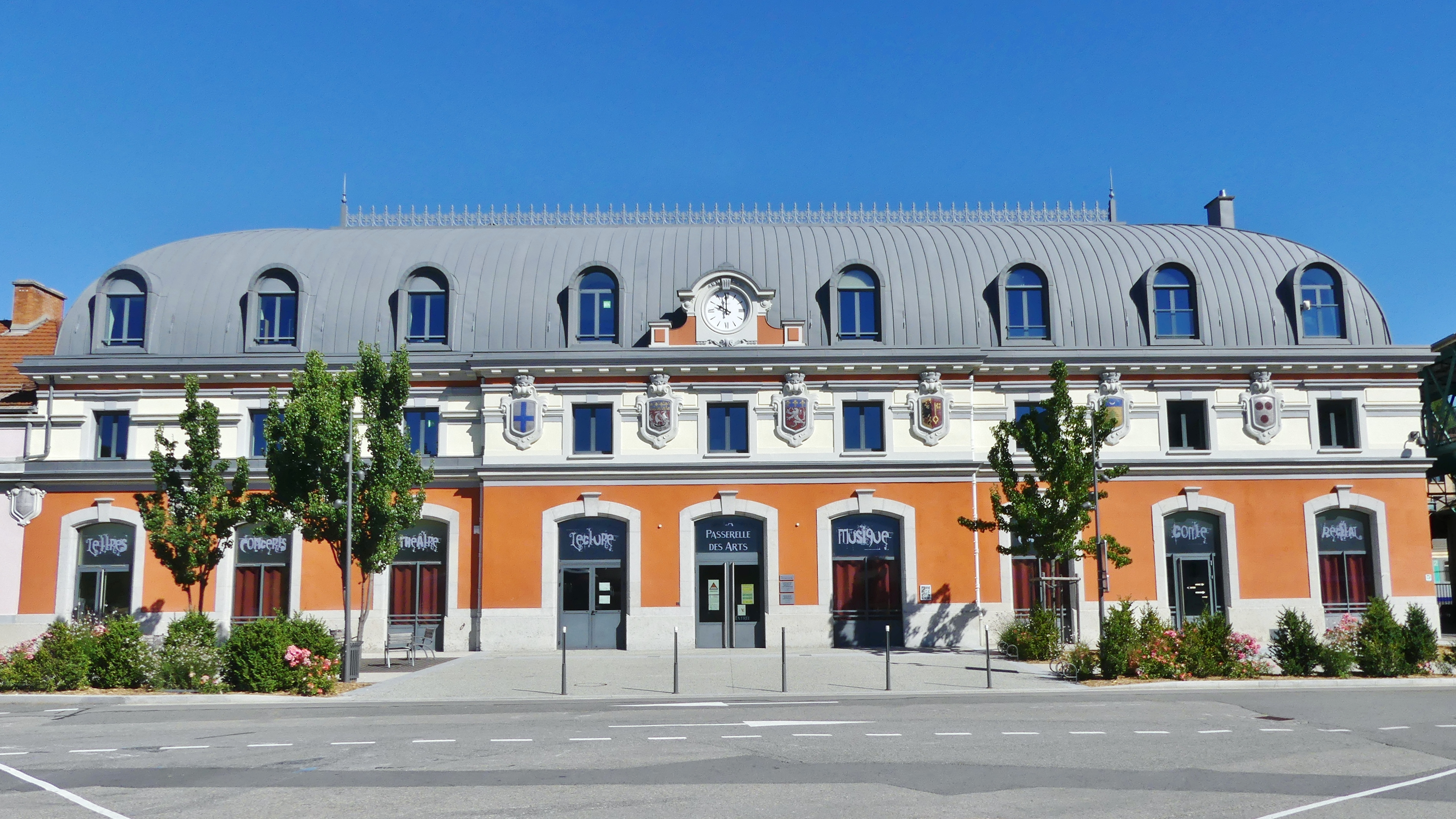
Le bâtiment voyageurs historique réhabilité en « Passerelle des Arts ».

Le second bâtiment voyageurs de la gare de Bellegarde est construit en 1907 par la Compagnie des chemins de fer de Paris à Lyon et à la Méditerranée. Ce bâtiment de style chalet est doté d'un corps de logis à deux niveaux de neuf travées, flanqué de plusieurs extensions. Sa façade est surmontée d'une horloge ainsi que de quatorze écussons polychromes représentant les villes de Grenoble, Saint-Claude, Genève, Lyon, Paris, Marseille, Mâcon, Lons-le-Saunier, Chambéry, Thonon, Bonneville, Seyssel, Annecy et Trévoux.
Une passerelle métallique, directement accolée au bâtiment principal, permet la traversée des voies sans donner accès aux quais. Plusieurs bâtiments annexes ont été construits de part et d'autre.
Victime d'un incendie dans la nuit du 9 avril 2003, le bâtiment des voyageurs perd sa couverture et son dernier étage. À la suite de cet accident, le vendeur de tabacs et journaux, le loueur de voitures AVIS ainsi que la billetterie SNCF ont été transférés à l'extérieur, dans des bâtiments préfabriqués.
Le premier projet de reconversion du bâtiment voyageurs endommagé est de le transformer en hôtel communautaire de la communauté de communes Terre Valserhône. Le projet de restructuration du bâtiment a été établi par Jean-Pierre Baillet, architecte basé à Bellegarde-sur-Valserine.
Cependant, ce projet n'aboutit pas et la ville de Bellegarde-sur-Valserine achète alors le bâtiment et décide d'y installer son pôle culturel "La Passerelle des Arts" regroupant la bibliothèque-médiathèque et l'école de musique. L'ouverture de cette structure est effective en septembre 2011.
Le nouveau bâtiment voyageurs est construit en 2009 à la suite du projet de restructuration de la ligne de Bourg-en-Bresse à Bellegarde. AREP, une filiale de la SNCF, conçoit l'édifice en ayant pour objectif une consommation d'énergie minimale. Il se présente avec un toit en forme de dôme constitué de deux enveloppes se superposant et permettant un emprisonnement d'une lame d'air jouant un rôle de régulateur thermique. Il est inauguré le 21 mai 2010 et ouvert au public dès le lendemain.
Ce bâtiment est situé plus en retrait du centre-ville car il prend place de l'autre côté des voies de la ligne Lyon - Genève. Les services qu'il regroupe sont ceux précédemment offerts par les anciennes installations à l'exception de la cafeteria-restaurant. Désormais, on peut trouver dans le hall circulaire de la gare : un espace d'accueil et de vente de billets SNCF, des sanitaires publics, un tabac-presse Relay qui propose aussi de la nourriture à emporter et un espace de consommation sur place. Le bâtiment voyageurs est situé en contrebas des voies des lignes Lyon - Genève et de Bourg-en-Bresse à Bellegarde. Pour permettre l'accès aux personnes handicapées, la gare est dotée de plusieurs ascenseurs.

### Voies et quais
La gare de Bellegarde comporte un grand nombre de voies, dont une grande partie étaient dévolues à la gare de triage, désaffectée aujourd'hui.

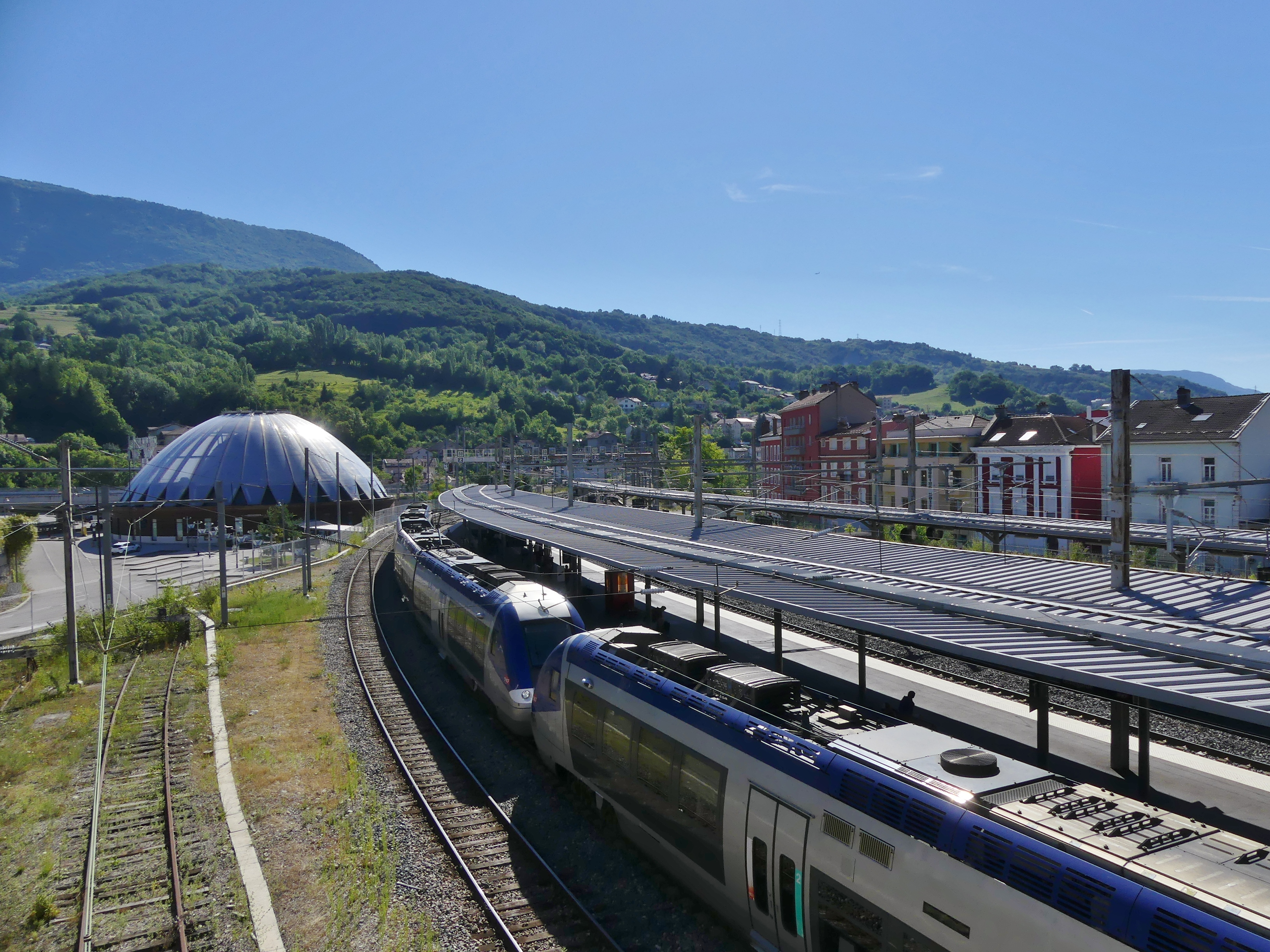
Vue d'ensemble de la gare avec son nouveau bâtiment voyageurs à gauche.

La gare comporte cinq voies d'arrêt pour les trains circulant sur la ligne classique Lyon-Genève ainsi que de deux voies pour la ligne réhabilitée à usage des TGV . Elle comportait une remise à machines désaffectée qui a été démolie pour permettre le passage de la nouvelle voie dite des Carpates. Enfin, existent une dizaine de voies en butées qui permettent le déchargement des machines ainsi qu'une voie spéciale menant les déchets ménagers à l'usine de retraitement du Sidefage à Arlod.
En direction de Culoz, la voie coupe la D101f sur le pont des Lades puis la rue du Rhône sur un passage à niveau, en sortie du hameau d'Arlod. Reste-t-il à rappeler que la voie est en vitesse TER sur la totalité du tronçon Bourg-en-Bresse - Genève et Lyon - Genève. En direction de Genève, la voie coupe la D1084 puis enjambe la Valserine avant de passer sur les hauteurs du hameau de Coupy et de pénétrer dans le tunnel du Crédo qui traverse le massif du Sorgia et du Crêt d'Eau. À la sortie de ce tunnel, la voie offre deux directions : Évian-les-Bains ou Genève.

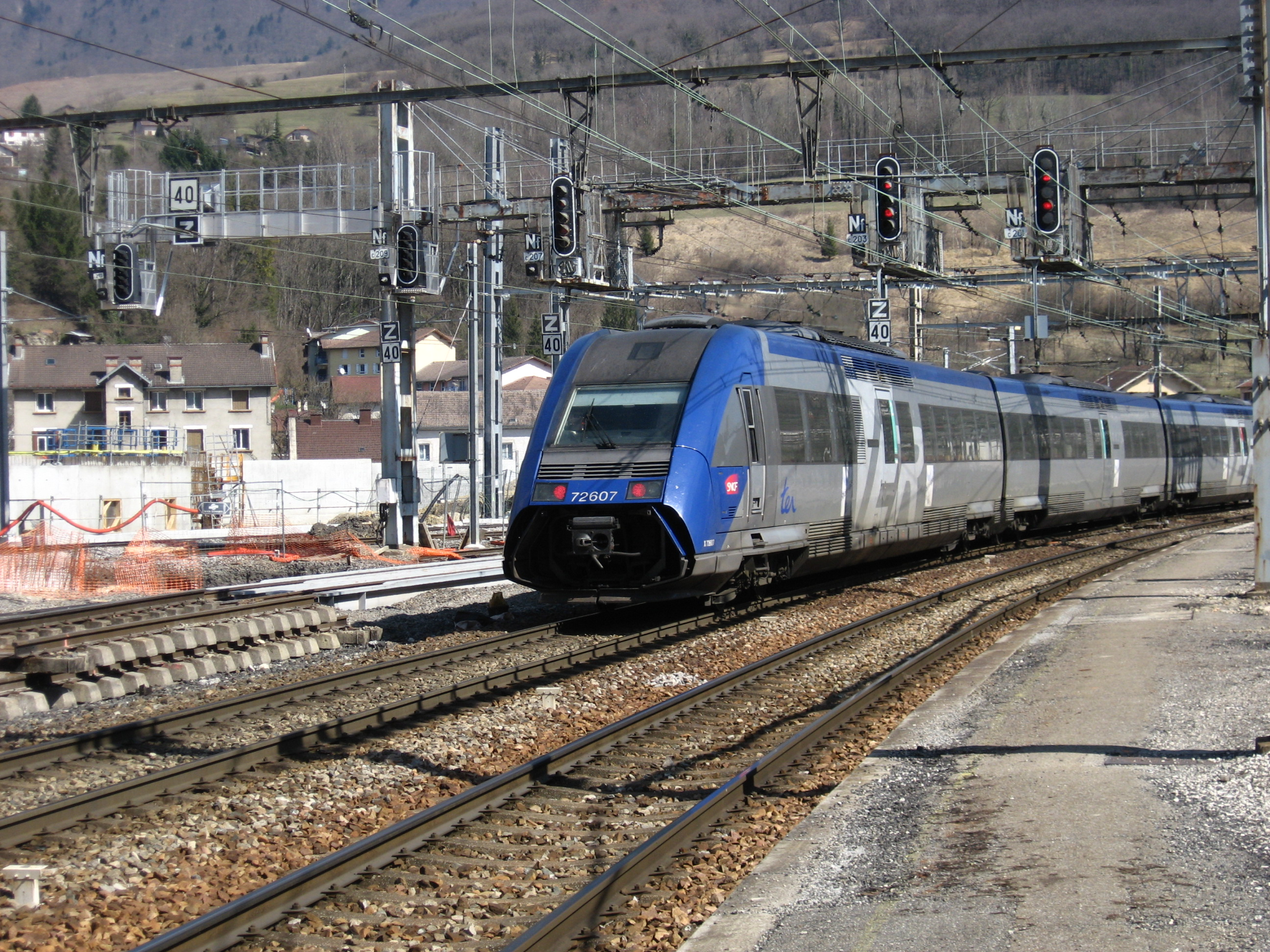
Un autorail X 72500 à l'effigie des TER Rhône-Alpes quittant la gare vers Genève.

Jusqu'en 2010, il existe trois quais : le premier accueille la voie G ainsi que tous les services : chef de gare, salle d'attente et buffet-restaurant. Le quai numéro 2 accueille les voies C et F et le quai numéro 3 les voies A et B. Chaque quai mesure 400 m sauf le quai no 1 qui fait 410 m pour permettre l'accès des doubles-TGV.
Une passerelle aérienne permet de franchir toutes les voies de part et d'autre de la gare et un passage souterrain de lier les quais entre eux et la sortie, située place Charles-de-Gaulle, appelée aussi place de la gare. Des quais pour les bus y sont implantés, les cars TER partent en direction de Divonne-les-Bains, Ferney-Voltaire, Oyonnax, Bourg-en-Bresse, Annecy, Annemasse, Lyon, Chamonix-Mont-Blanc…
À la fin des années 2000, la gare de Bellegarde a subi des travaux. Deux voies sont construites le long de la D1084 pour permettre la bifurcation des TGV de Paris à Genève sans retournement dans l'actuelle gare, ce qui en a fait une gare à intersection en forme de Y. Ces deux voies sont liées à un quai, le quai numéro 1. Ce quai moderne est situé sur un viaduc en direction de Genève et sur la terre ferme à proximité du pont de Lancrans en direction de Bourg-en-Bresse. Les quais ont été renommés : le 1 est devenu le 4, le 2 devenu le 3 et le 3 devenu le 2. Pour les relier, un nouveau passage souterrain a été creusé depuis la coupole, centre du pôle multimodal. L'ancien quai numéro 3 a subi des travaux sur la moitié pour le rehausser pour permettre l'accès des TGV Genève-Marseille et Genève-Montpellier, la gare n'étant jusque-là pas aux normes.

### Relations avec la Suisse

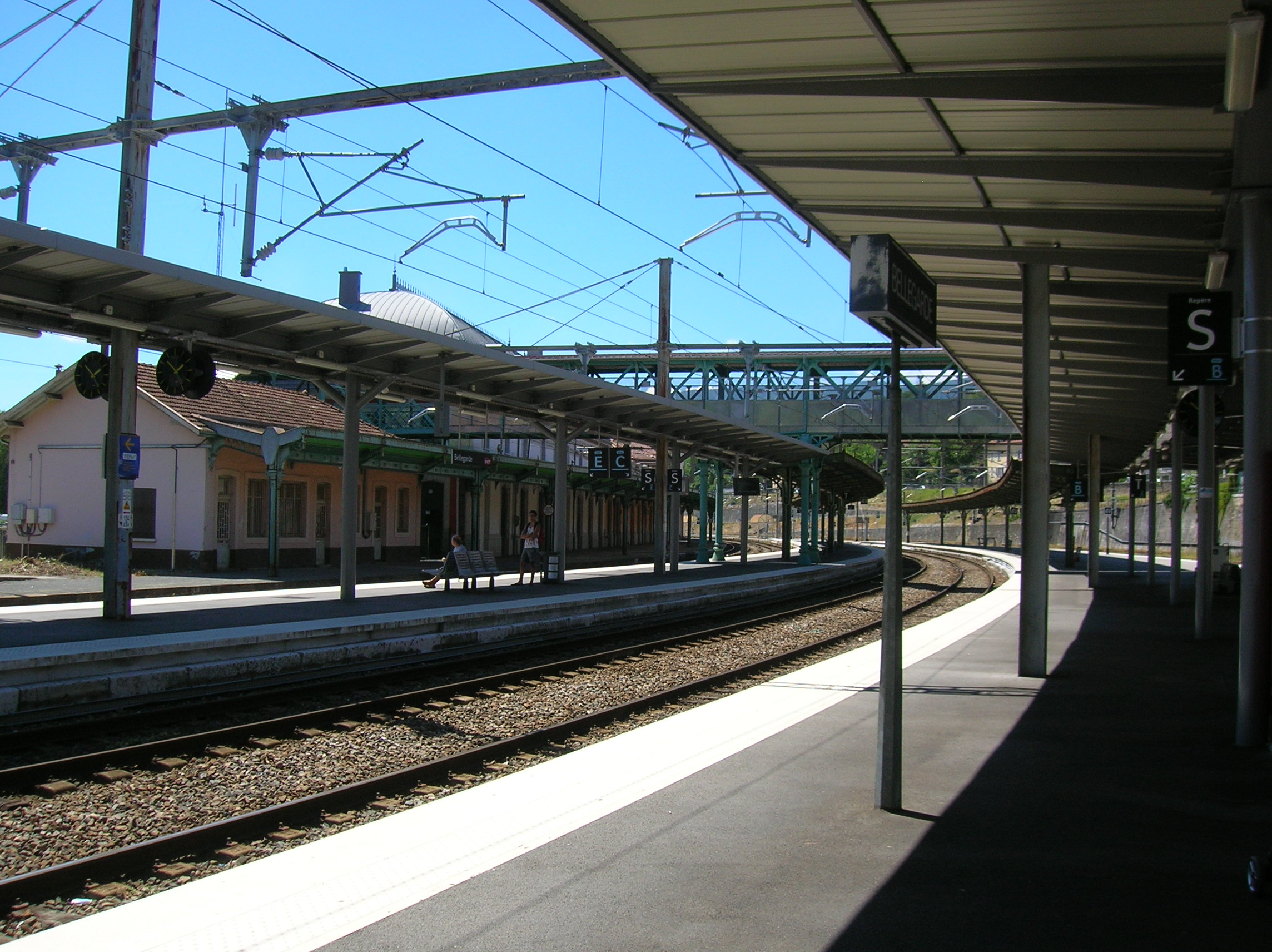
La gare en 2015.

La gare de Bellegarde est un des pôles du RER Léman Express dont le CEVA est le maillon principal. Les plans incluaient une ré-électrification de la ligne Genève-Bellegarde en 25 kV et une desserte cadencée entre ces deux villes.
Cette ré-électrification est achevée depuis 2014 avec la création d'une section de séparation 1 500 volts continu/25 kV alternatif 50 Hz au sud de la gare, au niveau d'Arlod, seuls les engins bi-courant peuvent désormais accéder à Bellegarde, ainsi que les TGV Polytension (Lyria) et éventuellement la rame RAe 1051 de l'association suisse TEE Classic (rame quadritension équipée du KVB depuis 1995, autorisée à circuler sur le réseau RFF).

### Le projet de pôle multimodal

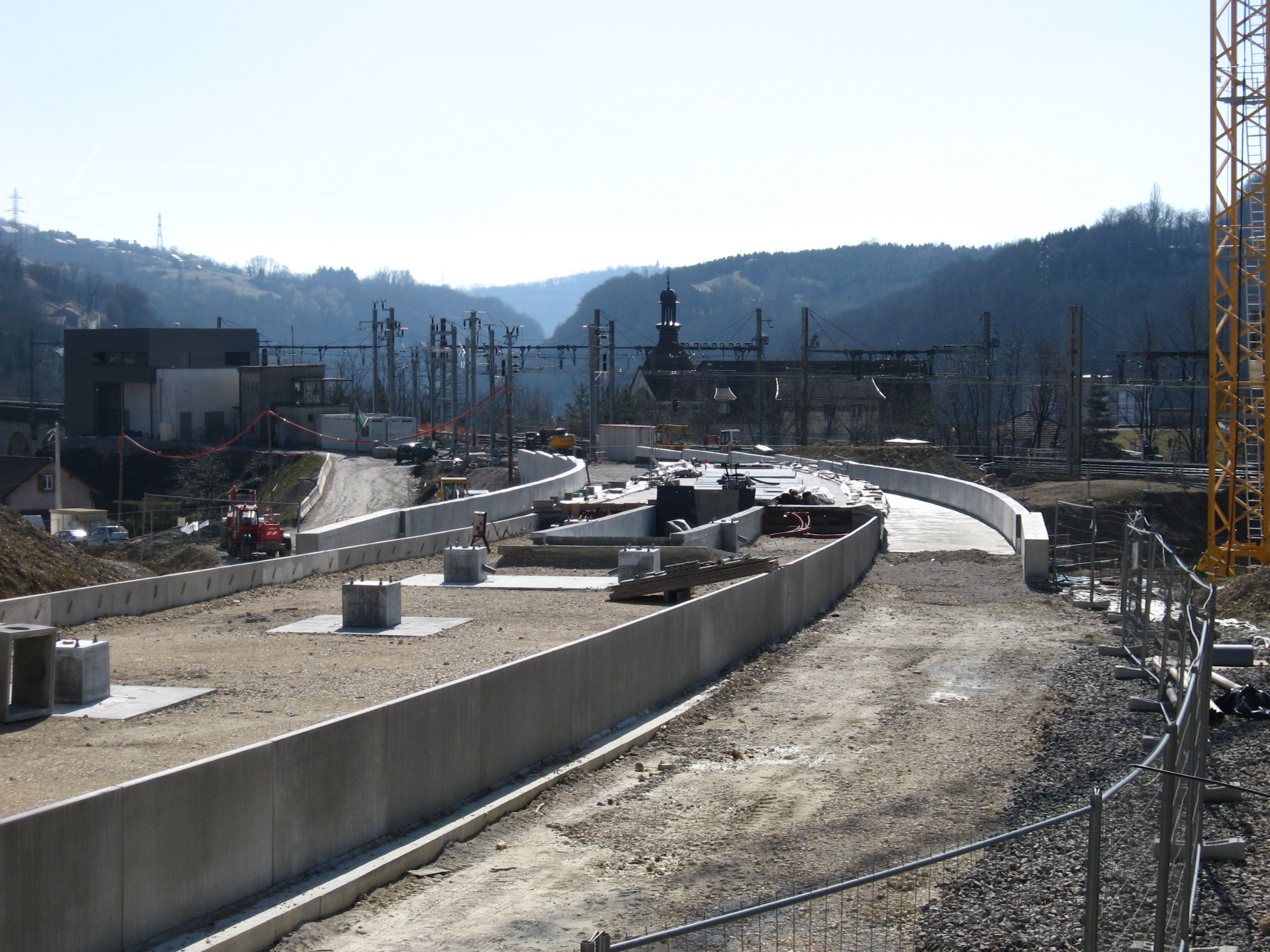
Le quai TGV en construction à côté de la D1084.

Un pôle multimodal est le lieu de rencontre de plusieurs modes de transports. Le premier objectif de la restructuration de la gare de Bellegarde est de favoriser les connexions entre les trains régionaux (TER), les trains nationaux (TGV), les modes routiers (bus urbains et interurbains, véhicules particuliers, taxis) et les piétons.
Le projet de pôle multimodal à Bellegarde vient de deux raisons : la première est la volonté de réduire le temps de parcours entre Paris et Genève, la seconde est que le bâtiment voyageurs est totalement ravagé par l'incendie du 9 avril 2003.
Dans les années 1990, la Confédération suisse ainsi que la région Rhône-Alpes sont en faveur d'un rapprochement entre la capitale française et les régions nord-alpines ainsi que l'est de la Suisse par la liaison ferroviaire Paris-Genève. Des études de faisabilité pour la construction d'une nouvelle LGV, baptisé « LGV des Titans » pouvant relier Mâcon à Genève en longeant l'autoroute A40 ont été diligentées. Mais ce projet a été abandonné en 1997 à cause d'un coût de réalisation estimé trop élevé. Un autre projet, moins onéreux, consiste en la remise en état et en la modernisation de l'ancienne ligne des Carpates, un itinéraire qui raccourcirait de 47 kilomètres la distance entre Bellegarde-sur-Valserine et Bourg-en-Bresse par rapport au trajet emprunté par le TGV passant par les communes d'Ambérieu-en-Bugey et Culoz. Ce projet est définitivement adopté après la parution d'un décret le 31 janvier 2005 déclarant « d'utilité publique et urgents les travaux nécessaires à la modernisation et à l'électrification de la ligne ferroviaire de Bourg-en-Bresse à Bellegarde-sur-Valserine ». La gare de Bellegarde se trouve donc sur le nouveau tracé de la ligne TGV. Les travaux de réfection des voies et de raccordement au réseau existant nécessitent d'importants travaux sur le secteur. La construction du pôle multimodal est définitivement adoptée à la suite de l'incendie du 9 mai 2003. Il est alors absolument nécessaire et urgent de prendre des mesures pour rénover ou reconstruire le bâtiment voyageurs qui est situé dans des locaux provisoires de type « Algeco » sur la place Charles-de-Gaulle.
La gare a été totalement repensée. Un nouveau bâtiment voyageurs, en forme de dôme translucide, a été construit au bord de la rue de la Caserne. Ce bâtiment se veut novateur en termes d'économies d'énergie et de développement durable : la coupole est réalisée avec une double couche de matériau translucide qui permet à l'air de circuler, l'air isole donc le bâtiment en apportant de la chaleur en hiver et de la fraîcheur en été. Ce bâtiment accueille divers services aux voyageurs : guichets, bureaux et commerces. À l'inverse de l'ancien bâtiment voyageurs, ce nouvel édifice est adapté à la circulation des personnes à mobilité réduite et des personnes avec bagages, ce qui signifie que ces passagers ne seront plus obligés de porter leurs valises ou de traverser à même les voies, comme auparavant. Un nouveau quai TGV a été construit sur un viaduc au-dessus de la même rue. Ce quai se prolonge presque jusqu'à l'entrée du tunnel de Musinens, au bord de la RD1084.
Ces travaux permettent également à la ville de Bellegarde d'améliorer les possibilités de stationnement dans la ville et aux abords de la nouvelle gare. Pour justifier les termes de multimodalité, la ville se doit d'améliorer son offre de parkings, destinés principalement aux frontaliers travaillant à Genève. Pour la mise en service commerciale, au milieu de l'année 2010, deux parkings cumulant au total 215 places sont construits. La ville a également fait diligenter une étude concernant le stationnement dans son enceinte. Si le besoin est réellement existant, 150 places supplémentaires pourraient être aménagées à proximité du pôle multimodal.

### Les lignes qui convergent à Bellegarde

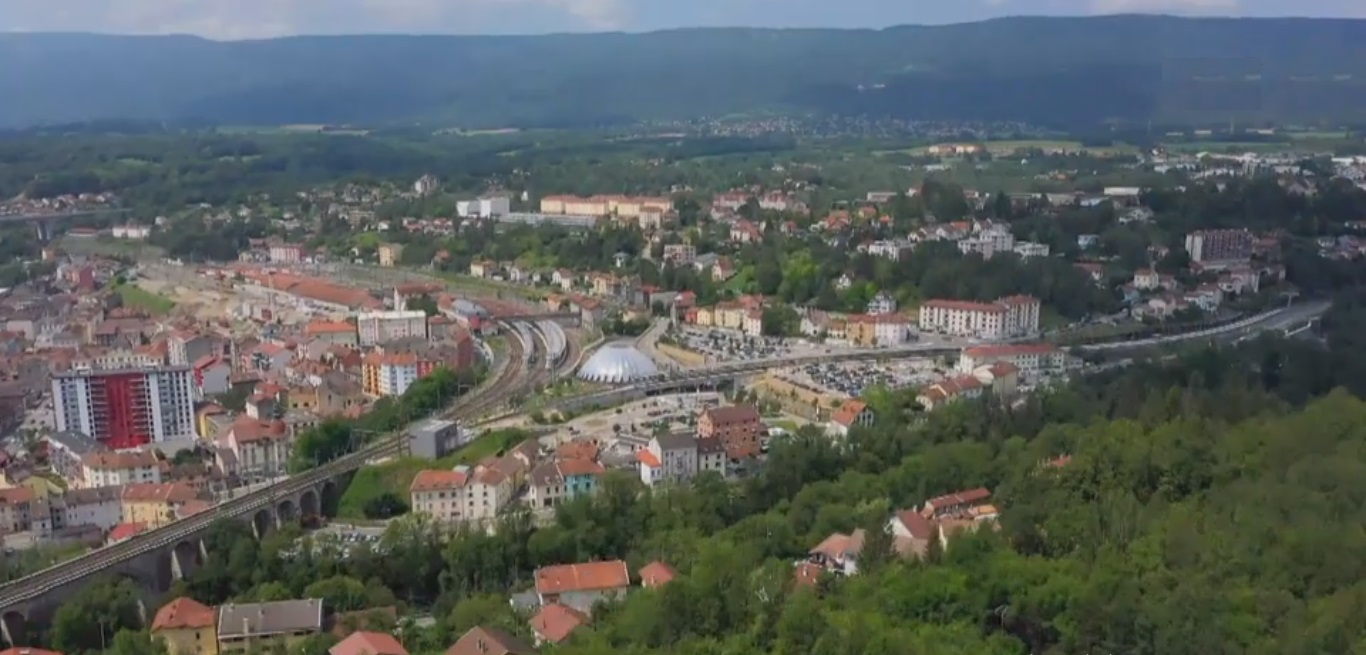
Vue générale de la convergence en Y. En bas à gauche depuis Genève et Évian, en haut à gauche depuis Culoz et Lyon, puis à droite depuis Bourg-en-Bresse et Paris.

La gare de Bellegarde représente le point de rencontre de plusieurs lignes. Historiquement, depuis 1858, la première ligne est celle reliant Lyon à Genève par Ambérieu-en-Bugey et Culoz. Elle arrive en gare de Bellegarde par Arlod et par le tunnel du Crédo depuis Genève. À la fin du XIXe siècle, trois autres lignes se sont greffées à la gare, la ligne de Longeray-Léaz au Bouveret à la sortie du tunnel du Crédo en 1880, puis la ligne du Haut-Bugey en 1882 et la ligne de Collonges-Fort-l'Écluse à Divonne-les-Bains (frontière) qui dessert le Pays de Gex en 1899. Mais cette dernière est désormais fermée au service des voyageurs.

## Fréquentation
Selon les estimations de la SNCF, la fréquentation annuelle de la gare s'élève aux nombres indiqués dans le tableau ci-dessous.
| Année               | 2023      | 2022      | 2021      | 2020    | 2019      | 2018      | 2017      | 2016      | 2015      |
| ------------------- | --------- | --------- | --------- | ------- | --------- | --------- | --------- | --------- | --------- |
| Nombre de voyageurs | 1 723 382 | 1 500 251 | 1 123 969 | 775 242 | 1 305 663 | 1 151 476 | 1 352 028 | 1 359 050 | 1 419 005 |

## Service des voyageurs

### Desserte
La restructuration de la ligne ne permet pas, dans un premier temps de faire circuler des trains TER sur le tronçon La Cluse-Bellegarde. Mais quelques aménagements supplémentaires, comme la rénovation des quais dans les gares du tronçon considéré permettraient de le faire.
La gare de Bellegarde est desservie par les trains TER Auvergne-Rhône-Alpes assurant les relations :
- Bellegarde ↔ Évian-les-Bains via Annemasse et Thonon-les-Bains ;
- Bellegarde ↔ Saint-Gervais-les-Bains-Le Fayet via Annemasse, La Roche-sur-Foron, Cluses et Sallanches - Combloux - Megève (en provenance de Lyon-Part-Dieu certains samedis d'hiver) ;

- Lyon-Part-Dieu ↔ Genève-Cornavin via Ambérieu-en-Bugey, Culoz et Bellegarde ;
- Valence-Ville ↔ Genève-Cornavin via Grenoble, Chambéry - Challes-les-Eaux, Aix-les-Bains-Le Revard, Culoz et Bellegarde.

Depuis le 9 décembre 2018, les trains de la ligne L6 du Léman Express assurent la relation Genève-Cornavin ↔ Bellegarde (via Pougny - Chancy).
La desserte régionale est complétée par la desserte :
- des TGV Lyria pour les trajet internationaux à destination de la Suisse sur les relations :
  - Paris-Gare-de-Lyon ↔ Genève-Cornavin (↔ Lausanne) via Bourg-en-Bresse, Nurieux et Bellegarde ;
  - Marseille-Saint-Charles ↔ Genève-Cornavin (↔ Lausanne) via Aix-en-Provence TGV, Avignon TGV, Lyon-Part-Dieu et Bellegarde (uniquement en été) ;
- des TGV inOui pour les trajets à destination de la Haute-Savoie, à savoir :
  - Paris-Gare-de-Lyon ↔ Évian-les-Bains via Bellegarde, Annemasse et Thonon-les-Bains (les vendredis, week-ends et jours fériés, renforcée l'hiver pour les stations des portes du soleil) ;
  - Paris-Gare-de-Lyon ↔ Saint-Gervais-les-Bains-Le Fayet via Bellegarde, Annemasse, Cluses et Sallanches - Combloux - Megève (les week-ends d'hiver, pour les stations de la porte du Mont-Blanc, mais aussi d'été).

Trains à Bellegarde.
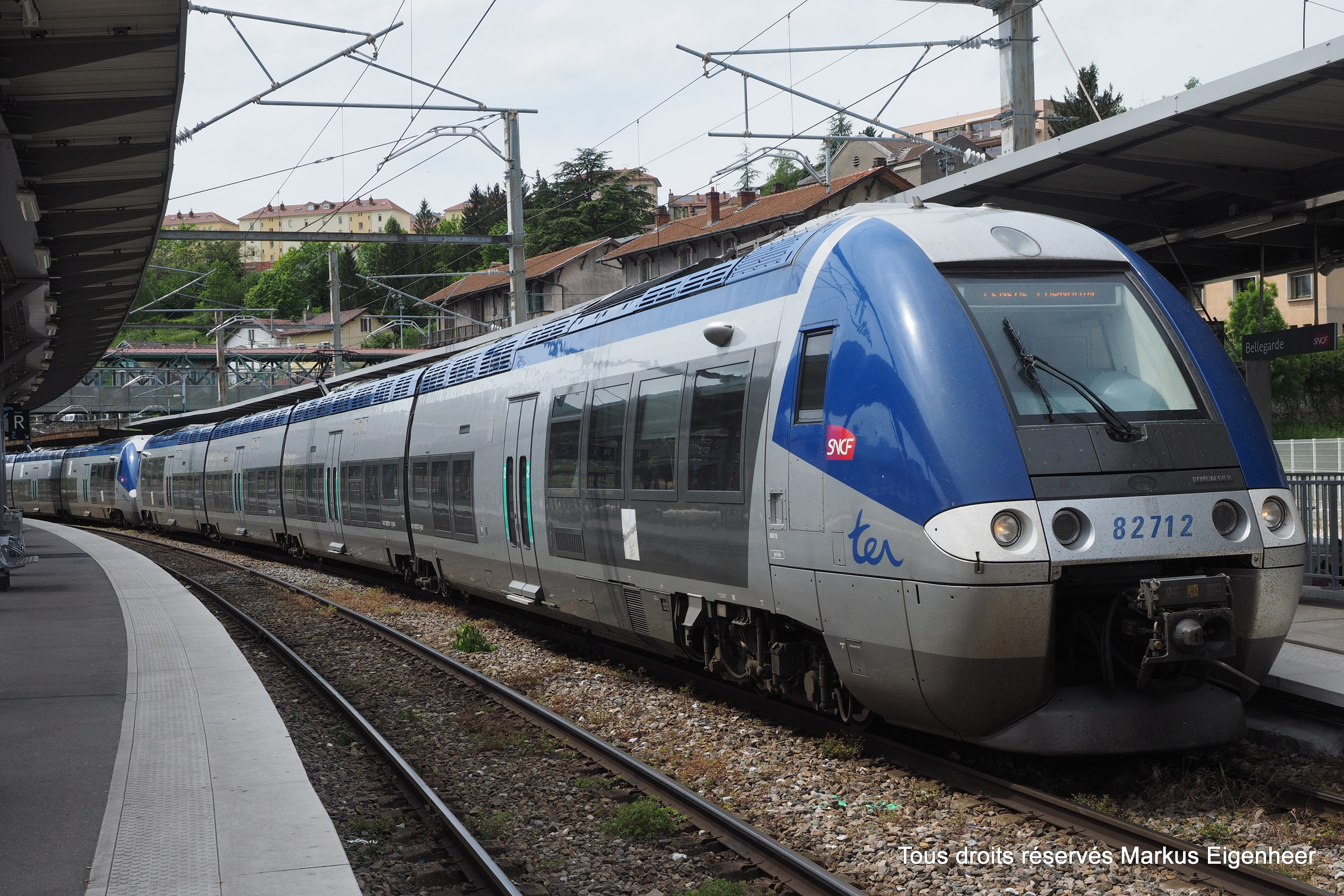
TER à Bellegarde.
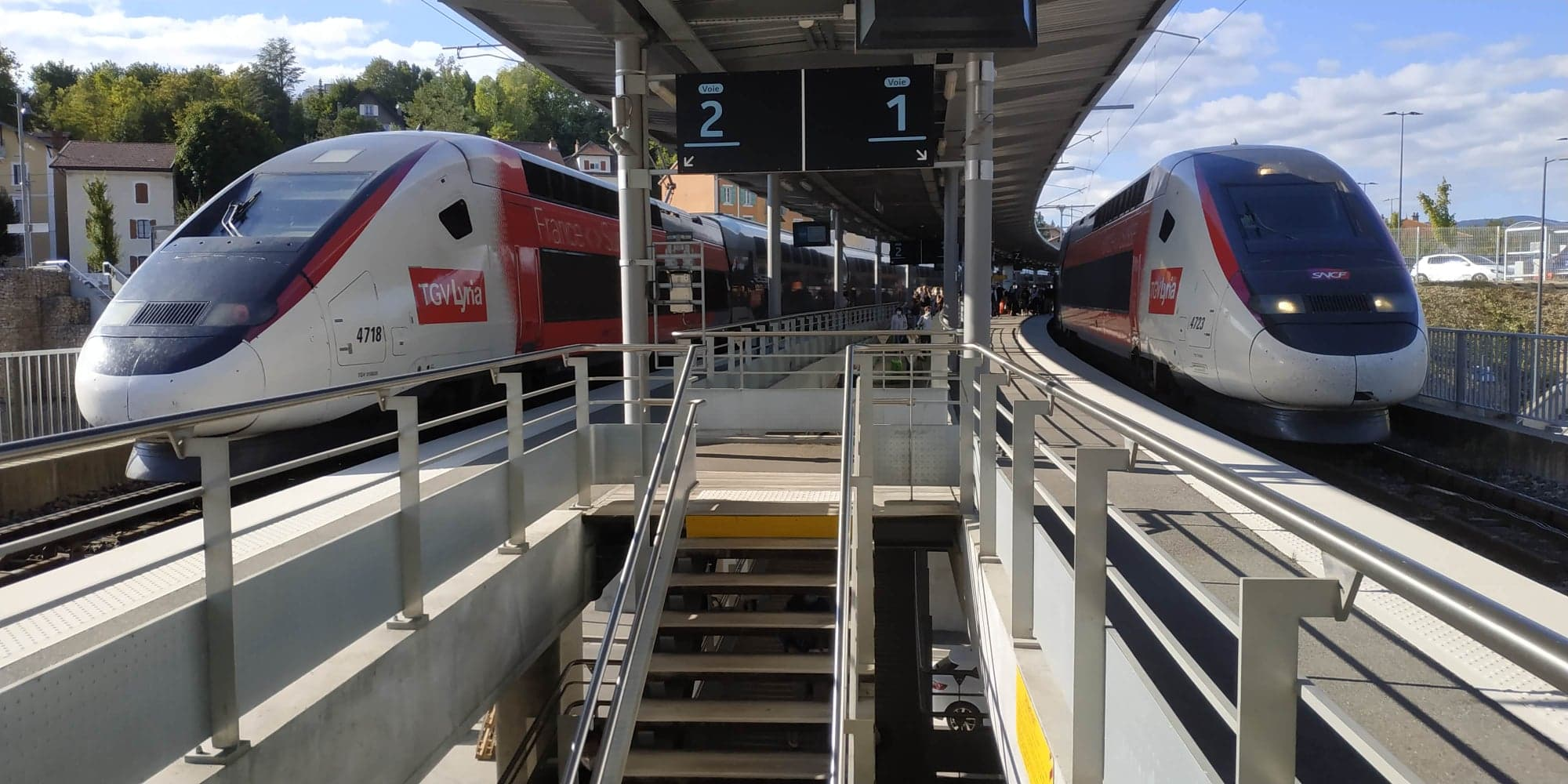
Croisement de deux TGV Lyria à Bellegarde entre Paris et Genève.
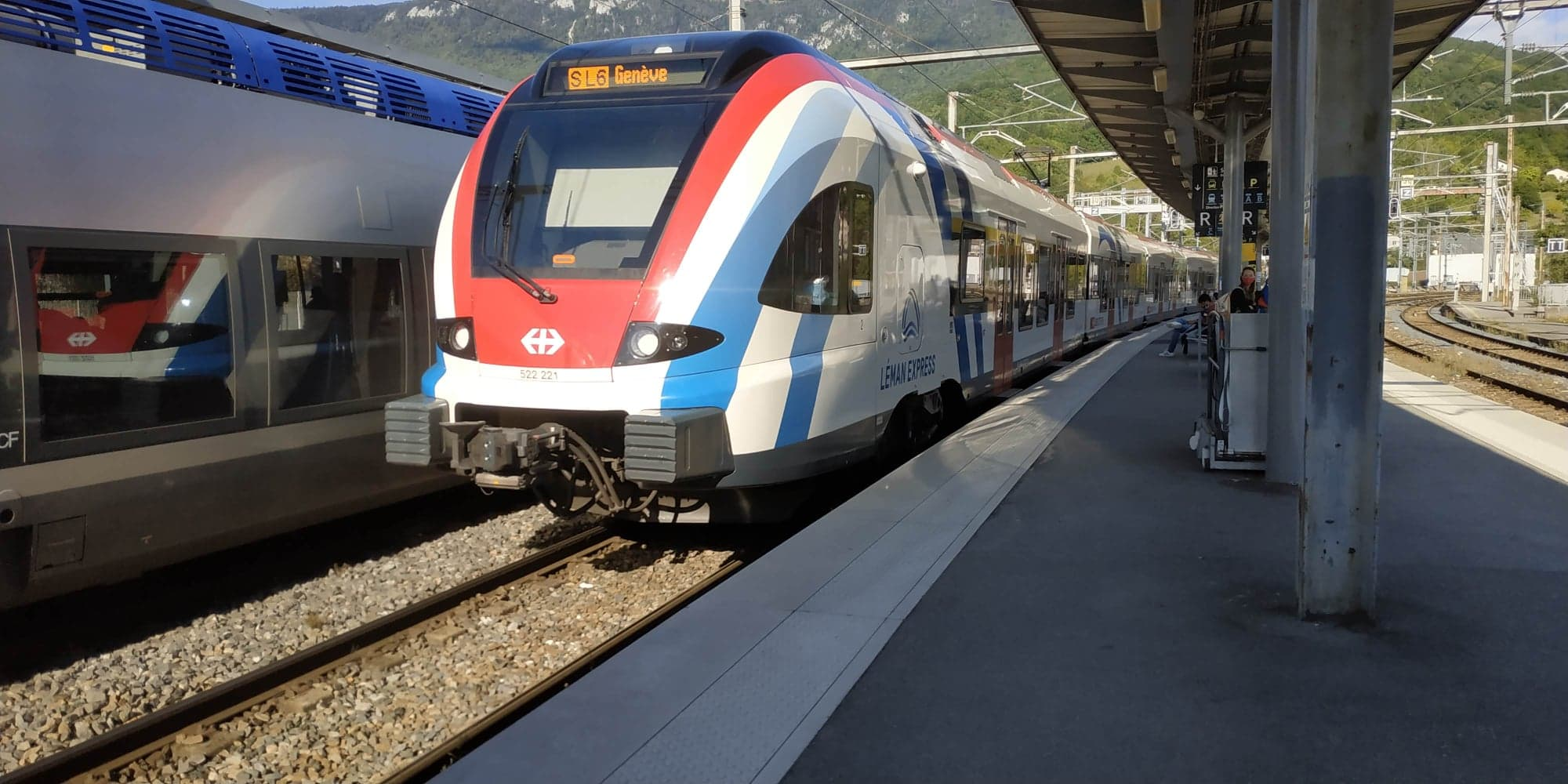
RABe 522 venant d'assurer un service L6 Genève-Bellegarde.

### Intermodalité
La gare est le point central du réseau de bus Mobi'Vals desservant Valserhône et est desservie par de nombreuses lignes régionales : les lignes Cars Région Express X33 (Bellegarde - Divonne/Ferney desservant le pays de Gex) et X36 (Bellegarde - Nurieux TGV - Bourg), les lignes Cars Région Ain A33 (Bellegarde - Seyssel), A36 (Bellegarde - Challex), A53 (Bellegarde - Mijoux) et A60 (Gex - Bellegarde - Bourg) et la ligne Cars Région Haute-Savoie Y22 (Bellegarde-Annecy).

## Service des marchandises
Cette gare est ouverte au service du fret (train massif seulement).